# Abraham Harkavy
Abraham (ou Albert) Harkavy (1835–1919), né Avraam Iakovlevitch Harkavy (russe : Авраа́м Я́ковлевич Гарка́ви), ou Avraham Eliyahou ben Yaakov Harkavy (hébreu : אברהם אליהו בן יעקוב הרכבי)  était un historien et orientaliste juif russe.

## Biographie
Abraham Harkavy naquit en 1835 (ou 1839) à Novogroudok (actuellement en Biélorussie). Son père était un commerçant aisé, ainsi qu'un talmudiste expert, membre d'une famille comprenant des rabbins locaux, et remontant à Mordekhaï Jaffe.
Il étudia initialement à la yechiva de Volojine à 15 ans, et fut diplômé de l'Institut d'enseignement à Vilna, suivant après la complétion de ses études des études profanes, notamment d'allemand et de français. En 1863, il s'inscrivit à l'université de Saint-Pétersbourg, où il acheva une maîtrise en histoire, sa thèse étant Skazaniya Mussulmanskikh Pisatelei o Slavyanakh i Russkikh (Saint-Pétersbourg, 1870), un recueil de récits sur les Slaves et les Russes par des auteurs mahométans. Harkavy fut ensuite envoyé à l'étranger par son université pour se qualifier pour la chaire d'histoire sémitique ; il étudia à Berlin sous la tutelle d'Emil Rödiger et Johannes Dümichen, et à Paris sous celle de Julius Oppert (1868-70) ; cependant, à la suite d'un malentendu avec l'une des facultés, il ne put obtenir le poste. En 1872, Harkavy passa son doctorat en histoire, sa thèse étant O Pervonatchalnom Obitalichtche Semitov, etc., une étude sur les origines des Sémites, Aryens, et Hamites (ib. 1872). L'année précédente, il avait publié Ob Istoritcheskom Znatchenii, etc., un essai sur l'importance de l'inscription moabite. Il fut ensuite attaché au ministère de l'Instruction publique, puis en 1876, nommé à la tête de la Division Orientale de la Bibliothèque impériale publique, un accomplissement exceptionnel pour un Juif dans une société tsariste ouvertement antisémite. Il y resta en fonction jusqu'à sa mort. Les services rendus à l'étude de l'histoire russe lui valurent même de se voir décerner les ordres de Saint-Stanislas (3e et 2e degrés) ainsi que celui de Sainte-Anne par le gouvernement russe, qui le nomma ultérieurement conseiller d'État.
Outre son travail d'historien, il fut également actif dans la vie communautaire des Juifs de Russie, étant depuis 1864 secrétaire de la Société pour la promotion de la culture au sein des Juifs de Russie, et devenant après 1873 l'un des directeurs de la communauté juive de Saint-Pétersbourg. Il meurt le 15 mars 1919.

## Œuvres
Harkavy fut un auteur prolifique, tant à titre individuel qu'avec des collègues juifs russes. Il écrivait en russe, en allemand et surtout en hébreu, alors que la langue venait d'être reconsidérée comme une langue vivante. Il travailla particulièrement sur les Khazars, suggérant que certains groupes juifs d'Europe de l'Est, comme les Krymtchaks, les Karaïmes et même de nombreux Ashkénazes, pourraient descendre des habitants de ce royaume, dont la conversion du roi au judaïsme était notoire. Cette théorie, largement discréditée par les analyses génétiques modernes, inspira La Treizième Tribu d'Arthur Koestler, celle-ci tirant les conséquences extrêmes de l'hypothèse de Harkavy. Au cours de ses recherches sur les Khazars, Harkavy réfuta de nombreuses théories d'Abraham Firkovich et exposa certaines de ses falsifications.
Parmi ses travaux les plus célèbres, figure aussi HaYehoudim ouSefat ha-Slawim (Les Juifs et la langue des Slaves), une étude de l'histoire des Juifs en Russie, d'abord publiée en russe par la Société archéologique russe impériale sous le titre Ob Iazyke Ievreïev, etc. (Saint-Pétersbourg, 1865). Harkavy avait l'intention de démontrer l'ancienneté de l'implantation des Juifs en Russie et de prouver que les premiers Juifs à s'être installés dans le sud de la Russie ne venaient pas d'Allemagne, comma l'avaient supposé Graetz et d'autres historiens, mais de Grèce, en passant par la mer Noire et la Crimée, ainsi que d'Orient par le Caucase. Il montrait encore que le Slave était la langue parlée par les Juifs des contrées slaves jusqu'à l'arrivée des Juifs d'Allemagne durant les Croisades. Il prouvait aussi que les auteurs juifs en Russie et dans d'autres pays slaves utilisaient des idiomes et tournures slaves dans leurs commentaires de la Bible et du Talmud. Les noms slaves parmi les Juifs slaves, les inscriptions slaves en caractères hébraïques sur les pièces de monnaie polonaises, la tradition parmi certains Juifs russes que leurs ancêtres parlaient le slave, et le témoignage d'écrivains anciens, sont effectivement cités par lui à l'appui de ses thèses.
Outre ces travaux, il a publié :
- Skazaniya Yevreiskikh Pisatelei, o Chazarskom Tzarstvye, Saint-Pétersbourg, 1874.
- Chazarskiya Pisma (in Yevreiskaya Biblioteka,  1881-82).
- Rus i Russkiye v Srednevyekovoi Yevreiskoi Literaturye (in Voskhod,  1881-82).
- Istoricheski Ocherk Sinoda Chetyriokh Stran (in Voskhod,  1884).
- Les Mots égyptiens de la Bible (réimpression de Journal asiatique, Paris, 1870).
- Zikkaron la-Rishonim we-gam la-Aḥaronim. Studien und Mittheilungen aus der St. Petersburg Kaiserlichen Bibliothek. 5 vols. Saint-Pétersbourg, 1879-82. Contient des biographies et œuvres de Samuel Hanaggid, Samuel ben Hofni, Saadia Gaon, Haï Gaon, et d'autres geonim, à partir de manuscrits de la Bibliothèque de Saint-Pétersbourg, annotés par Harkavy.
- Neuaufgefundene Hebräische Bibelhandschriften (article lu devant l'Académie impériale des Sciences de St. Pétersbourg, avril 1884; édité dans Zapiski . . . Akademii,  series vii., vol. 32, No. 8).
- O Yazykye Yevreyev Zhivshikh v Drevneye Vremya na Russi. Saint-Pétersbourg. 1886.
- Notes à la traduction russe de la Geschichte d'Heinrich Graetz, 2 volumes, 1889-1902.
- Notes à la traduction russe de l'History of Jewish Literature. de Gustav Karpeles.  Saint-Pétersbourg, 1889-90.
- Notes et additions à la traduction hébraïque de P. Rabinovich de la Geschichte de Graetz, vols. iii.-viii. Varsovie. 1893-99.

Harkavy a contribué à de nombreux articles sur l'histoire ancienne des Juifs en Russie : 
- Meassef Niddaḥim (supplément au Ha-Meliẓ, parts i. et ii.)
- Ha-Karmel,  1862 et seq.
- Monatsschrift,  1883 et seq.
- Russko-Yevreiski Arkhiv,  1883
- "Jahrbücher" de Brüll 1876
- Voskhod,  1881-84
- Ben 'Ammi,  part i., Saint-Pétersbourg, 1887
- Ḥadashim gam Yeshanim,  in Ha-Miẓpah,  vol. i.
- Ha-Assif,  vol.i.
- Knesset Yisrael,  i. et iii.
- Ha-Karmel (en russe), 1865, etc.

En 1910, le monde scientifique célébra le 75e anniversaire de Harkavy en éditant un livre de mémoire. Y contribuèrent les autorités mondiales en Judaica et orientologie. Une liste des 399 travaux de Harkavy était attachée au livre.